# 光樹すばる
光樹 すばる（こうき すばる、5月19日 - ）は、元宝塚歌劇団月組の男役。元月組副組長。
東京都杉並区、藤村女子高等学校出身。身長167cm。愛称は「うー」、「すばる」。

## 来歴
1983年、宝塚音楽学校入学。
1985年、宝塚歌劇団に71期生として入団。花組公演「愛あれば命は永遠に」で初舞台。その後、星組に配属。
1992年2月3日付で月組へと組替え。
2002年5月7日付で月組副組長に就任。
2005年12月25日、瀬奈じゅん・彩乃かなみトップコンビ大劇場お披露目となる「JAZZYな妖精たち／REVUE OF DREAMS」東京公演千秋楽をもって、宝塚歌劇団を退団。

## 宝塚歌劇団時代の主な舞台

### 初舞台
- 1985年3 - 5月、花組『愛あれば命は永遠に』（宝塚大劇場のみ）

### 星組時代
- 1987年6月、『別離の肖像』新人公演：スペン（本役：千珠晄）
- 1997年8月、『グリーン・スリーブス』（バウ）フランク・カーター
- 1988年12月、『戦争と平和』（東宝）新人公演：ラストプーチン大公（本役：あづみれいか）
- 1990年5月、『メイフラワー』新人公演：トーマス・フレッチャー（本役：夏美よう）／『宝塚レビュー 90』
- 1990年9月、『シティライト・メロディ』（バウ）メルビン・パウエル
- 1990年11月、『アポロンの迷宮』新人公演：ジョルジュ（本役：夏美よう）／『ジーザス・ディアマンテ』
- 1991年5月、『恋人たちの肖像』新人公演：コッスート男爵（本役：夏美よう）／『ナルシス・ノアール』
- 1991年11月、『紫禁城の落日』新人公演：端恭（本役：夏美よう）

### 月組時代
- 1992年2月、『ボンジュール・シャックスパー!』（バウ）ジョージ
- 1992年4月、『珈琲カルナバル』新人公演：カルロス（本役：旭麻里）／『夢・フラグランス』（東宝）
- 1992年7月、『PUCK』ベンジャミン／『メモリーズ・オブ・ユー -懐かしき時代・美しき人々-』
- 1992年9月、『珈琲カルナバル』グスターボ／『夢・フラグランス』（全国ツアー）
- 1993年1月、『マンハッタン物語』（バウ・東京特別・名古屋特別）ビリー・バーンスタイン
- 1994年1月、『風と共に去りぬ』チャーリー
- 1994年4月、『風と共に去りぬ』（全国ツアー）チャーリー
- 1994年12月、『ローン・ウルフ』（バウ・東京特別・名古屋特別）イワン・ワシリーエフ
- 1996年2月、『ME AND MY GIRL』（中日）バターズビー卿
- 1997年6月、『EL DORADO』アメリゴ大佐
- 1998年2月、『WEST SIDE STORY』ペペ
- 1998年9月、『黒い瞳』イヴァン中尉／『ル・ボレロ・ルージュ』
- 1999年3月、『うたかたの恋』ロシェック／『ミリオン・ドリームズ』（全国ツアー）
- 1999年5月、『螺旋のオルフェ』ジュール／『ノバ・ボサ・ノバ』
- 1999年7月、『ブエノスアイレスの風』（神戸特別・東京特別）ロレンソ
- 1999年10月、『夢幻花絵巻』／『ブラボー!タカラヅカ』（北京・上海）
- 1999年11月、『うたかたの恋』ロシェック／『ブラボー!タカラヅカ』（全国ツアー）
- 2000年2月、『LUNA』コートニー卿／『BLUE MOON BLUE』
- 2000年8月、『LUNA』コートニー卿／『BLUE MOON BLUE』（博多座）
- 2000年9月、『ゼンダ城の虜』デ・チャード／『ジャズマニア』
- 2001年1月、『いますみれ花咲く』／『愛のソナタ』リヒャト
- 2001年3月、『プロヴァンスの碧い空』（シアタードラマシティ・東京特別）ヴェルドン・ミナギエール、エスメル軍曹
- 2001年5月、『愛のソナタ』リヒャト／『ESP!!』
- 2001年8月、『大海賊 -復讐のカリブ海-』ペドロ・フェルナンデス、アイク／『ジャズマニア』
- 2001年10月、『大海賊 -復讐のカリブ海-』ペドロ、拝み屋／『ジャズマニア』（全国ツアー）
- 2002年1月、『ガイズ&ドールズ』ジョーイ・ビルトモア
- 2002年6月、『SLAPSTICK』（バウ・東京特別）デヴィッド・グリフィス
- 2002年8月、『長い春の果てに』ベルナール／『With a song in my heart』
- 2003年1月、『春ふたたび』左衛門／『恋天狗』庄屋（バウ）
- 2003年9月、『なみだ橋　えがお橋』（バウ・東京特別）卯兵衛
- 2003年11月、『薔薇の封印』レンフィールド、大臣1
- 2004年4月、『ジャワの踊り子』（全国ツアー）国王
- 2004年6月、『飛鳥夕映え』阿倍倉梯麻呂／『タカラヅカ絢爛II -灼熱のカリビアン・ナイト-』
- 2004年12月、『熱帯夜話　-眠れない夜に-』（バウ・東京特別）ミスター・ウー（掃除夫）
- 2005年2月、『エリザベート』ラウシャー
- 2005年7月、『Ernest in Love』（梅田芸術劇場）レイン
- 2005年9月、『JAZZYな妖精たち』オーベロン／『REVUE OF DREAMS』 退団公演